# Otto Scherzer (Organist)

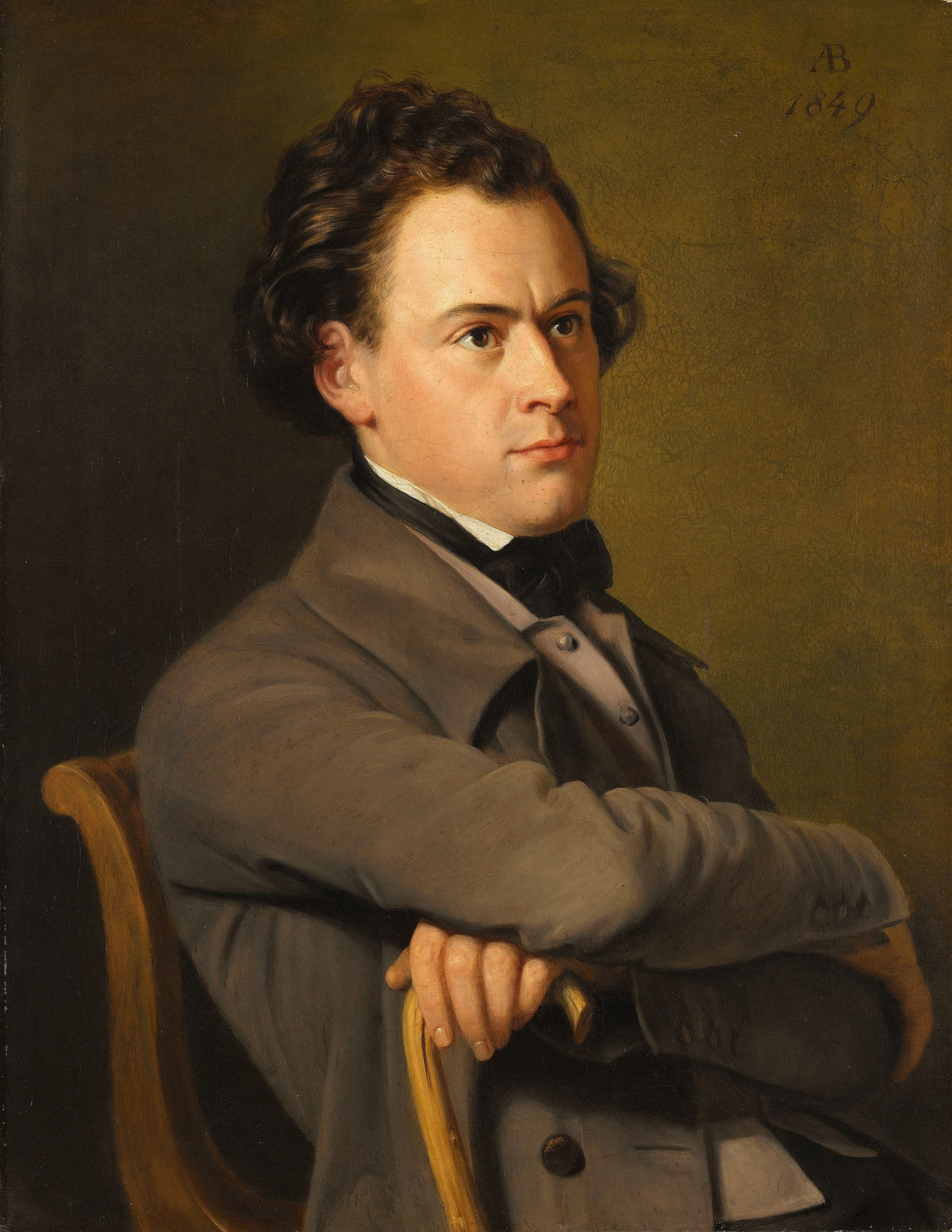
Otto Scherzer

Otto Scherzer (* 24. März 1821 in Ansbach; † 23. Februar 1886 in Stuttgart) war ein deutscher Organist, Geiger, Musikpädagoge und Komponist.

## Leben und Werk
Otto Scherzer wurde 1821 als Sohn eines Stadtkantors in Ansbach geboren. Im Alter von sechs Jahren verlor er seinen Vater. Bis zum Alter von 15 Jahren durchlief er das Gymnasium seiner Heimatstadt. 1837 absolvierte er bei dem Violinvirtuosen Bernard Molique (1802–1869) in Stuttgart eine eineinhalbjährige Ausbildung als Geiger. 1838 wurde er als Violinist in die Stuttgarter Hofkapelle unter der Leitung von Lindpaintner aufgenommen. 1843 begründete er mit Eduard Keller die Stuttgarter Quartettsoiréen, in denen er die zweite Geige spielte. Wichtig für Scherzer wurde seine Bekanntschaft mit Immanuel Faißt, von dem er Unterricht in Musiktheorie und Orgelspiel erhielt.
1845 wurde er als Organist und Chordirektor an die Münchener evangelische Kirche und als Orgelprofessor ans Münchener Konservatorium berufen. Auseinandersetzungen zwischen Scherzer und dem protestantischen Kirchenregiment im Winter 1857/1858 führten zur Niederlegung seines Organistenamtes. Obwohl er 1859 die Leitung des großen Instrumental-Ensembles am Konservatorium erhielt, entschied Scherzer sich auf Empfehlungen von Immanuel Faißt und Franz Lachner hin, die Nachfolge Friedrich Silchers als Universitätsmusikdirektor in Tübingen anzutreten. Am 1. Mai 1860 trat Scherzer diese Stelle an und bekleidete sie 17 Jahre lang. Zugleich übernahm er als Musikdirektor die Leitung des Oratorienvereins, zeitweise auch die Leitung der akademischen Liedertafel, sowie die Leitung der musikalischen Übungen an den württembergischen theologischen Seminaren.
Scherzer hat aufgrund seiner immer labilen Gesundheit nur einige Orgel- und Klavierwerke sowie kleine Chorwerke und Lieder mit Klavierbegleitung komponiert. Vor allem die Orgelkompositionen zeichnen sich durch ein sehr hohes künstlerisches Niveau aus.
Im Juli 1877 musste Scherzer aufgrund einer angegriffenen Gesundheit seine Ämter in Tübingen aufgeben. Die philosophische Fakultät der Universität Tübingen ernannte ihn noch im Juni 1877 zum Ehrendoktor. Er verbrachte seinen Ruhestand in Stuttgart und Bad Cannstatt. Am 23. Februar 1886 verstarb er an den Folgen einer Carotisruptur. Er wurde auf dem Stuttgarter Pragfriedhof beigesetzt.